# یوهان گئورگی
یوهان گئورگی (آلمانی: Johann Gottlieb Georgi؛ ۳۱ دسامبر ۱۷۲۹ – ۲۷ اکتبر ۱۸۰۲) یک شیمی‌دان اهل آلمان بود.